# Тимолеонт
Тимолеонт, также Тимолеон (др.-греч. Τιμολέων, 411—337 годы до н. э.) — древнегреческий полководец и государственный деятель.
Родился в Коринфе. Согласно античным источникам, убил брата Тимофана, когда тот попытался захватить власть в городе и стать тираном. После этого 20 лет жил в уединении. Когда делегация из Сицилии прибыла в Коринф с просьбой о помощи в борьбе с тираном Сиракуз Дионисием Младшим, Тимолеонту поручили возглавить военную экспедицию. На Сицилии он проявил себя успешным военачальником и государственным деятелем. Ему удалось не только захватить Сиракузы, но и победить во много раз превосходящую по численности армию Карфагена в битве при Кримиссе. После поражения карфагеняне, стремившиеся завоевать всю Сицилию, были вынуждены заключить мир, по которому сохранили лишь небольшую территорию в западной части острова.
После победы при Кримиссе Тимолеонт сверг всех, кроме одного, сицилийских тиранов, введя в полисах острова демократию. По окончании длительного периода войн Сицилия вновь стала процветающим островом. Под конец жизни ослепший Тимолеонт был непререкаемым авторитетом, к которому обращались сицилийцы при решении важных вопросов обустройства острова.

## Биография

### Жизнь в Коринфе

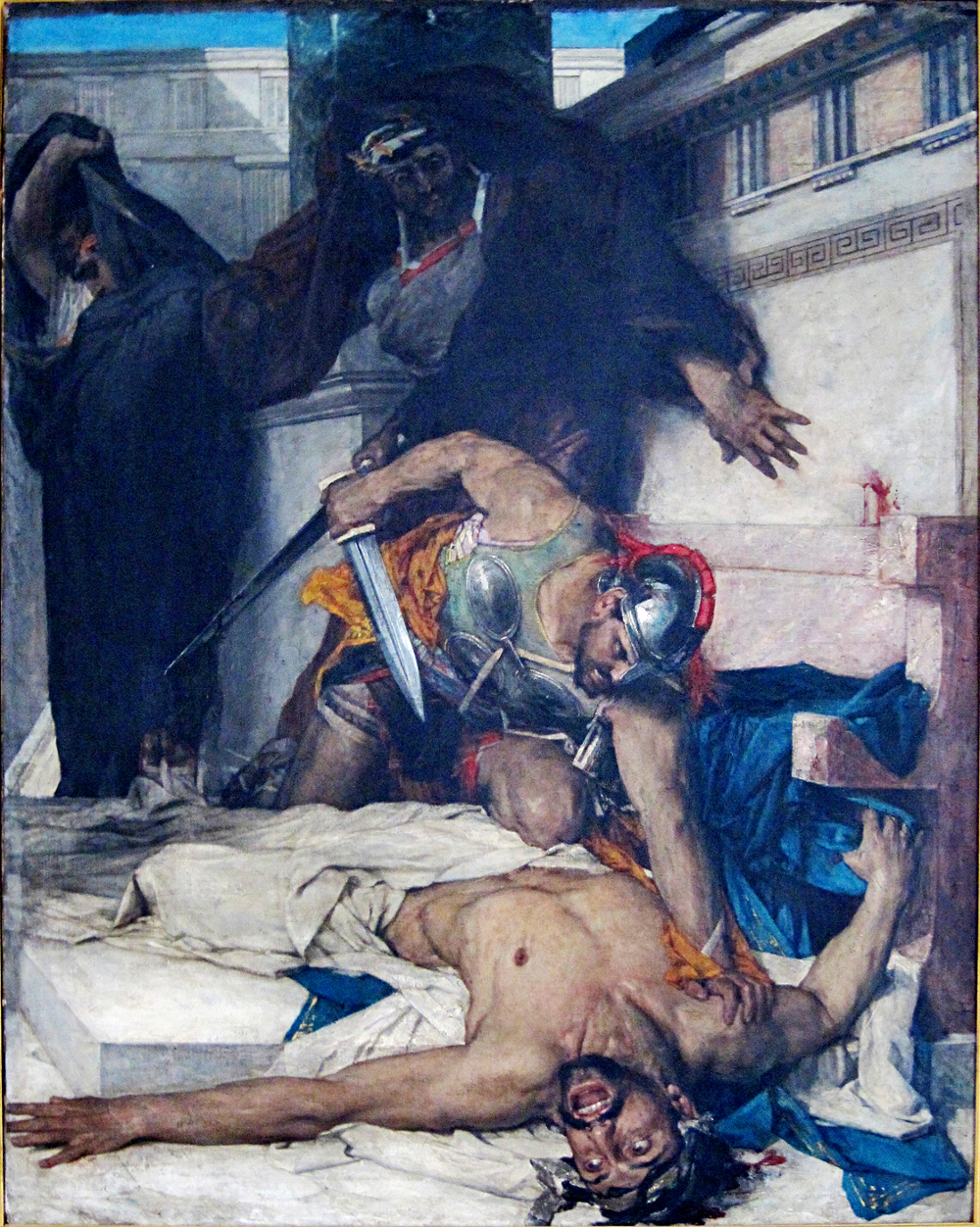
«Смерть Тимофана», 1874. Леон Комер, Дворец изящных искусств, Лилль

Тимолеонт родился в Коринфе в семье знатных граждан Тимодема и Демаристы. У него был старший брат Тимофан. Во время битвы коринфян с аргивянами и клеонийцами он, рискуя жизнью, спас раненого брата — командира коринфской конницы Тимофана. Антиковеды относят это событие к 368—366 годам до н. э. — периоду краха спартанской гегемонии в Элладе, сопровождавшегося множеством локальных войн. Успешная военная карьера вскружила голову Тимофану. После того как ему поручили командование наёмниками для защиты города, Тимофан стал готовиться к захвату власти в городе. В 365 году до н. э. он попытался установить в городе тиранию и захватил центральную часть Коринфа.
Действия Тимофана на какое-то время парализовали законное правительство. Однако полного захвата власти не произошло. Вскоре Тимофан был убит в результате составленного против него заговора под руководством Тимолеонта. Об устранении Тимофана подробно рассказывают Плутарх, Корнелий Непот и Диодор Сицилийский. По свидетельству Плутарха, убеждённый тираноненавистник Тимолеонт был возмущён действиями брата. Сначала он вместе с другом и шурином пытался убедить его одуматься. После того как Тимофан не внял их увещеваниям, «Тимолеонт отошел в сторону и, покрыв голову, заплакал, а двое остальных обнажили мечи и уложили тирана на месте». Примерно так же передаёт эту историю Корнелий Непот. Этот античный автор дополняет её следующей деталью: «он [Тимолеонт] стоял в стороне и караулил, чтобы какой-нибудь телохранитель не подоспел на помощь». В «Исторической библиотеке» Диодора Тимолеонт сам убил брата.
После провала попытки узурпации власти мнение о поступке Тимолеонта среди горожан разделилось. Одни прославляли его как тираноубийцу и освободителя отечества, другие называли «братоубийцей». Бедняки и часть аристократии поддерживали переворот Тимофана, и с его гибелью рухнули и их надежды. Они мстили Тимолеонту, называя его поступок святотатством. Даже собственная мать прокляла сына и закрыла перед ним двери. Уступив давлению народа, коринфское правительство в лице олигархического Совета начало расследование братоубийства. По всей видимости, Тимолеонт был оправдан. После он отстранился от общественной жизни и жил в уединении в своём загородном доме.

### Внутриполитическая ситуация в Сиракузах. Отъезд Тимолеонта на Сицилию
Сиракузы представляли собой крупный полис на восточном побережье Сицилии. По преданию он был основан коринфянами под предводительством Архия в 734 году до н. э. Сиракузы, хоть и находились далеко от материковой Греции и были независимым полисом, помнили о своих родственных связях. После смерти в 367 году до н. э. Дионисия Старшего созданная им Сицилийская держава начала распадаться, что сопровождалось столкновениями между полисами и ожесточённой внутренней борьбой. В 357 году до н. э. жители города изгнали тирана Дионисия Младшего. Последующая борьба за власть стала причиной бесчисленных раздоров и частых смен власти. Пришедший на смену Дионисию Дион был убит в 354 году до н. э.. За короткий период времени с 354 по 346 год до н. э. в городе сменилось три тирана — Каллипп, Гиппарин и Нисей. Общей нестабильностью смог воспользоваться Дионисий Младший, который вернул себе власть в Сиракузах. Враги тирана выбрали своим военачальником правителя Леонтин Гикета.
Смутой на Сицилии воспользовались карфагеняне, направив к острову большой флот. Испуганные сицилийцы решили отправить посольство в Коринф с просьбой о помощи. Гикет для видимости поддержал инициативу граждан, но одновременно начал тайные переговоры с Карфагеном. Гикет предполагал, что коринфяне, занятые смутой в материковой Греции, откажут сиракузянам, однако когда те прибыли в Грецию, коринфяне решили помочь. Началось обсуждение, кого выбрать стратегом. В конечном итоге остановились на кандидатуре Тимолеонта, который уже 20 лет жил в уединении. Это произошло в 345 году до н. э.. Версия Диодора Сицилийского, что данное событие произошло непосредственно после убийства Тимофана во время судебного разбирательства, не выдерживает критики. Согласно античным источникам Тимолеонту сказали, что если он выдержит испытание, то войдёт в историю как тираноубийца, если не выдержит — как братоубийца.
Согласно античным источникам в сицилийский поход под руководством Тимолеонта снарядили десять кораблей. Пока шли приготовления, в Коринф прибыл гонец с письмом от Гикета. Правитель Леонтин уведомлял коринфян, что принял сторону Карфагена в его войне с Дионисием Младшим. Также он посоветовал коринфянам отказаться от похода, так как мощный флот Карфагена не даст им возможности доплыть до острова. Это послание не остановило греков. Войско Тимолеонта, получив благоприятные предзнаменования, отплыло к Сицилии.

### Высадка в Сицилии

Сицилия и Южная Италия в IV веке до н. э.

Пока коринфяне собирали войско для отплытия в Сицилию, Гикет разбил Дионисия Младшего и захватил большую часть Сиракуз. На момент высадки Тимолеонта на Сицилии под контролем Дионисия оставался лишь укреплённый остров Ортигия. Диодор Сицилийский и Плутарх приводят легенду об обстоятельствах того, как карфагеняне постарались помешать экспедиции. Когда Тимолеонт прибыл в Южную Италию к Метапонту и Регию, его встретили карфагенские корабли с послами от Гикета. Тимолеонту предлагали единолично, если он пожелает, прибыть к Гикету и разделить с ним успех от победы. Суда и воинов ему следовало отправить назад в Коринф. Карфагенянам в случае безуспешности переговоров следовало предотвратить высадку Тимолеонта на Сицилии.
Осознав ситуацию, Тимолеонт предложил послам выслушать их требования на центральной площади с участием городских магистратов и обычных граждан. Во время затянувшихся переговоров с участием Гикета, карфагенян и магистратов города, что являлось частью плана, греческие корабли отплывали в направлении Сицилии. В это время послы Гикета, карфагеняне и магистраты обсуждали ситуацию. Ворота охраняли сторонники Тимолеонта, не пропускавшие никого внутрь городских стен. Солдатам на карфагенских судах, чьи командиры находились в городе, ничего не оставалось, как наблюдать за покидающими гавань судами греков. Когда Тимолеонту сообщили, что в порту остался только его корабль, он смешался с толпой и незаметно покинул собрание. Карфагеняне, осознав, что их обманули и греческий флот уплыл, пустились в погоню. Однако догнать корабли Тимолеонта они не смогли. Таким образом, греки смогли без боя с более сильным карфагенским флотом прибыть на Сицилию.
Тимолеонт высадился в области Тавромения, где ему оказал гостеприимство правитель города Андромах. Он разрешил грекам использовать свой город в качестве военной базы и присоединился к ним в деле освобождения Сицилии.
Положение Тимолеонта было весьма шатким. Гикет, узнав о высадке греков, призвал на помощь карфагенян. Сицилийские города также поначалу отнеслись к нему с недоверием — у них была свежа память об афинянине Каллиппе и спартанце Фараке, которые заявляли о стремлении добиться независимости сицилийских полисов, но на деле оказались ещё бо́льшим, по сравнению с тиранами, злом для сицилийцев. Лишь жители одного города Адранона разошлись во мнениях. Одни призвали на помощь Гикета, другие — Тимолеонта. Обе армии выступили в направлении Адранона. Тимолеонту удалось незаметно подойти к лагерю Гикета и напасть на не ожидавших увидеть врага солдат. Потери Гикета составили около 300 человек убитыми. Шестьсот воинов было взято в плен. Победа имела большой моральный эффект. Жители Адранона открыли ворота города и присоединились к коринфянам. На сторону Тимолеонта стали переходить и другие сицилийские города.

### Захват Сиракуз

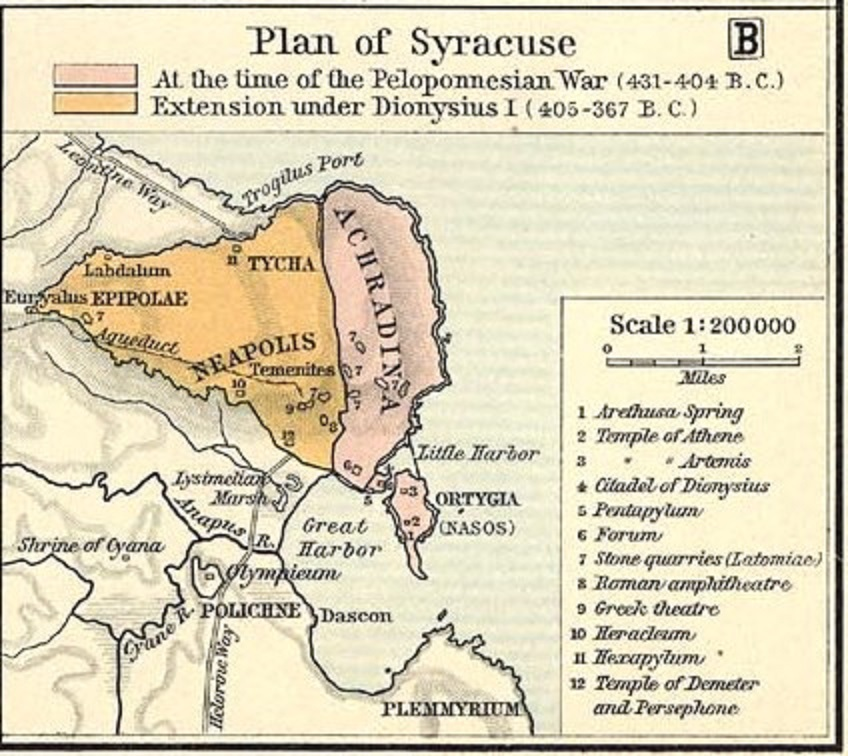
Карта-план античных Сиракуз

После победы при Адраноне Тимолеонт без промедления повёл свои войска на Сиракузы. Он достиг города до того, как к нему подошли остатки разбитой армии Гикета. В Сиракузах сложилась парадоксальная ситуация, когда город одновременно занимали три армии. Дионисий Младший находился на Ортигии, власть Гикета распространялась на Ахрадину и Неаполь, а Тимолеонта — на остальную часть Сиракуз. Первым капитулировал Дионисий. Он отправил послов к Тимолеонту с предложением сдать ему крепость. На Ортигию были направлены коринфяне Эвклид и Телемах с четырьмя сотнями воинов. Операцию провели не за один раз и в тайне, так как в порту стоял вражеский флот. В крепости Дионисия на момент её занятия Тимолеонтом хранились большие запасы еды, военного снаряжения, различных метательных машин и снарядов. Две тысячи служивших Дионисию солдат пополнили армию Тимолеонта. Сам сиракузский тиран после встречи с Тимолеонтом был отправлен в Коринф, где и провёл остаток жизни. После капитуляции Дионисия Тимолеонт отправился к Мессине, которая находилась под контролем карфагенян. В Сиракузах для защиты оставили часть войск.
Успехи Тимолеонта, который всего за 50 дней после высадки в Тавромении выполнил первоначальную цель похода — свержение Дионисия, — воодушевили коринфян. Они отправили на помощь своему военачальнику ещё 2 тысячи воинов и 200 всадников на десяти кораблях. Гикет продолжал войну. Сначала он послал двух наёмных убийц, чтобы те устранили Тимолеонта. Покушение провалилось, а наёмники были схвачены коринфянами. Вскоре к Сиракузам подошёл карфагенский флот в 150 кораблей под командованием Магона. На сушу высадились, согласно Плутарху, 60 тысяч солдат. Коринфяне оказались в опасном положении. Противник блокировал гавань и препятствовал подвозу продовольствия. В какой-то момент Гикет с Магоном решили захватить Катану, правитель которой Мамерк перешёл на сторону Тимолеонта. Отобрав лучших воинов, Гикет с Магоном выступили из Сиракуз, что заметили коринфяне. Военачальник осаждённых Неон отметил отсутствие должной дисциплины в стане противника. Когда Гикет с Магоном направлялись к Катании, коринфяне совершили неожиданную для врага вылазку. Им удалось овладеть укреплениями в наиболее защищённой части Сиракуз Ахрадине. Заодно они захватили большие запасы хлеба и казну противника. Магон и Гикет узнали об этом, ещё не достигнув Катаны, и были вынуждены повернуть свои войска назад.

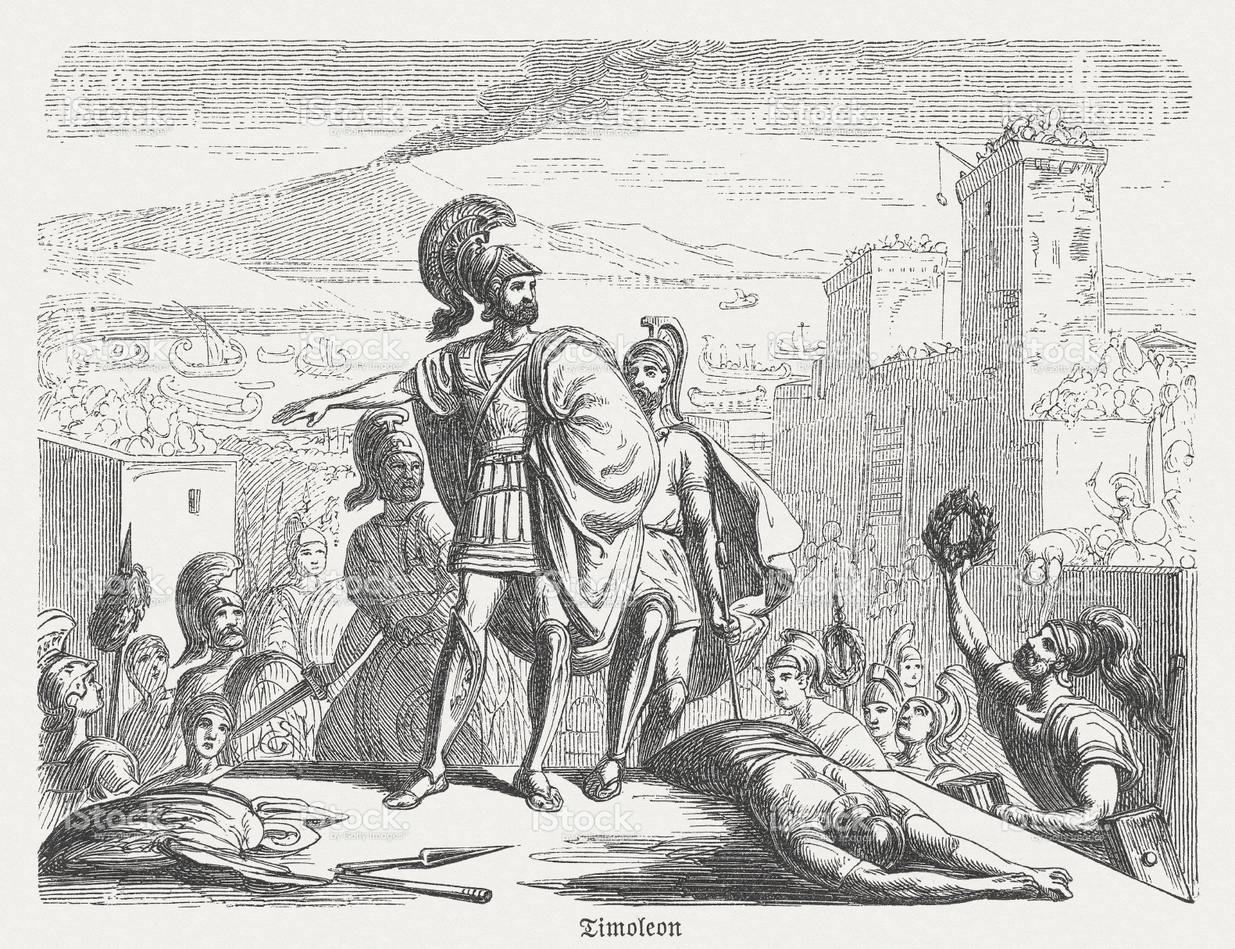
«Тимолеонт в Сиракузах, 344 год до н. э.». Гравюра 1882 года

Тимолеонт взял Мессину, получил пополнение и направился к Сиракузам. Карфагенский военачальник Магон решил увести своих солдат в Африку. Причины такого поступка до конца не ясны. Плутарх объясняет его малодушием Магона, боязнью того, что солдаты Гикета в решающий момент перейдут на сторону своих соплеменников и ударят в спину карфагенянам. Немецкий антиковед Г. Берве связывает отплытие карфагенян из Сиракуз с разногласиями между Магоном и Гикетом, смутой, вызванной мятежом Ганнона, в самом Карфагене. Вскоре под стены Сиракуз подошёл Тимолеонт. Согласно Плутарху коринфский стратег разделил свои силы на три части. Сам он атаковал с юга со стороны реки Анапо. Коринфянин Исий повёл наступление из прибрежного района Ахрадины. Прибывшие с подкреплением из Коринфа Динарх и Демарат атаковали со стороны Эпипол. Армия Гикета была разбита. Г. Берве считал, что Гикет отказался от вооружённого сопротивления Тимолеонту из-за явного превосходства последнего в силах, после чего со своими войсками вернулся в Леонтины, где его власти ничего не угрожало.
После победы Тимолеонт распорядился построить храм богине Случайности.

### Преобразования в Сиракузах
После завоевания Сиракуз в 343 году до н. э. Тимолеонт провёл ряд реформ. Он разрушил крепость на Ортигии, дома и даже надгробные памятники бывших тиранов. В Сиракузах начали строить здание суда. Новое упорядоченное законодательство вводило в городе демократию с чертами олигархии. Следующей заботой Тимолеонта стало заселение города, который вследствие многочисленных войн обезлюдел. Над Сицилией сохранялась угроза завоевания со стороны Карфагена. Тимолеонт стремился создать сильные Сиракузы, которые во главе союзных греческих полисов могли бы противостоять Карфагену. Из-за внутренних неурядиц в самом Карфагене Тимолеонт получил передышку в несколько лет, которую использовал для обустройства Сиракуз и упрочения власти на территории Сицилии.
В Сиракузы были приглашены переселенцы как из полисов Сицилии, так и из Коринфа, греческих островов Эгейского моря. Благодаря принятым мерам общее число граждан достигло 60 тысяч. Между ними Тимолеонт разделил землю и городское имущество. Коренные сиракузяне при желании могли выкупить свои прежние дома. Для покрытия военных и других расходов было продано практически всё, что находилось в городе, в том числе и городские статуи. Сохранили лишь одну статую Гелона, который в 480 году до н. э. победил карфагенян в битве при Гимере.
Ещё одной, не менее важной, задачей в контексте подготовки к ожидаемой войне было недопущение объединения сицилийских тиранов с Карфагеном. Попытка захватить Леонтины, где правил Гикет, была неудачной. Город обладал мощными стенами и сильной армией. Тогда Тимолеонт со своим войском вынудил капитулировать тирана Энгиона и Аполлонии Лептина. Его, как и Дионисия Младшего, отправили в Коринф. Пока Тимолеонт был занят осадой Энгиона, Гикет совершил безуспешную попытку захватить Сиракузы.
Перед нависшей опасности со стороны Карфагена Тимолеонт создал симмахию (военно-политический союз) сицилийских городов. В него вошли не только самоуправляемые полисы, но и тираны, в том числе Гикет.

### Война с Карфагеном
Тимолеонт первым начал военные действия против Карфагена. Сначала он в 341/340 году до н. э. отправил тысячу наёмников в западную часть Сицилии, которая находилась под контролем Карфагена. Они разграбили богатую область. Вырученные средства позволили Тимолеонту выплатить жалованье своим воинам. Затем он завоевал Энтеллу, после чего казнил 15 сторонников Карфагена. Захват Энтеллы позволил грекам непосредственно угрожать главному городу Карфагена на территории Сицилии Лилибею.
Карфагеняне признали, что их военачальники на Сицилии проигрывают Тимолеонту. Они собрали громадную по античным меркам армию, которую отправили на двухстах триремах на Сицилию. Плутарх оценивает численность войска карфагенян под командованием Гамилькара и Гасдрубала в 70 тысяч солдат, Диодор Сицилийский — более 70 тысяч пехоты и не менее 10 тысяч всадников. Целью армии было не столько победа над Тимолеонтом, сколько завоевание всей Сицилии. Согласно античным источникам Тимолеонт, узнав о численности войска противника, собрал все имеющиеся силы и направился на запад Сицилии, чтобы не допустить врага на свою территорию. Плутарх оценивает армию сиракузского стратега в 6 тысяч пехоты и тысячу всадников, Диодор Сицилийский — 12 тысяч (без уточнений соотношения пехоты и конницы). По пути тысяча солдат решили, что с имеющимися силами смысла идти на верную смерть нет, а Тимолеонт выжил из ума, раз ведёт столь малую армию против во много раз превышающей по численности карфагенской, да ещё на расстояние в восемь дней пути от Сиракуз. Они провели собрание и дезертировали. Тимолеонт спокойно отнёсся к потере тысячи солдат и успокоил остальных тем, что для всех хорошо, что трусость дезертиров проявилась до, а не во время решающего сражения. Современные историки не комментируют такое невероятное по сути соотношение сил и не приводят каких-либо оценок численности войск. Они либо пересказывают античных историков, либо ограничиваются указанием на численное преимущество карфагенян.
В античных источниках содержатся расхождения не только в численности войск, но и во времени данных событий. В сочинении Диодора битва между войском Тимолеонта и карфагенянами описана вместе с событиями 339 года до н. э., Плутарха — 341 года до н. э.. Антиковеды придерживаются 339 года до н. э., хотя в ряде источников и приведены другие даты.
Сражение между греческими и карфагенскими войсками произошло у реки Кримиссы. Войско Тимолеонта подошло к реке и заняло позицию на холме. Тимолеонт увидел, как через реку переправляются колесницы и пехотинцы в полном вооружении. Сиракузский стратег сообразил, что река даёт возможность разделить войско противника и принять бой с той его частью, которая будет на берегу во время атаки. Первый натиск карфагеняне стойко выдержали. Во время битвы началась гроза. Ливень с порывами ветра и градом бил в лицо карфагенянам. Удары грома и стук града о доспехи заглушали приказы военачальников. «Карфагенянам, вооружённым, как уже говорилось, отнюдь не легко, но закованным в панцири, мешали и грязь, и насквозь промокшие хитоны, которые, отяжелев, стесняли движения бойцов; греки без труда сбивали их с ног, а упав, они не в силах были снова подняться из грязи с таким грузом на плечах». Вдобавок к этому река, которая и до этого была полноводной от прошедших ранее дождей, вышла из берегов, что привело к ещё большим жертвам среди карфагенян. Победа Тимолеонта была полной.
Поражение вынудило карфагенян обратиться к опальному военачальнику Гисгону. Тимолеонт после победы в битве при Кримиссе начал реализацию своего плана устранения на Сицилии всех тираний. На этом фоне Гисгон заключил союз с Гикетом, Мамерком и другими тиранами. Союзникам удалось одержать ряд побед. Они перебили четыреста солдат, посланных Тимолеонтом к Мессане, и отряд наёмников в области Иеты. В то время как Тимолеонт был занят осадой Калаврии, Гикет с войсками вторгся в область Сиракуз и занялся грабежом. Обратный путь Гикет выбрал мимо Калаврии, чтобы показать, по словам Плутарха, пренебрежение к Тимолеонту.
Тимолеонт дал ему пройти, а сам с частью войска направился следом. Гикет обнаружил преследование, после того как переправился через речку Дамирий. Учитывая благоприятные условия местности, как то трудную переправу и крутой берег, он остановился, чтобы дать противнику бой. Несмотря на природные преимущества его войска были разбиты, а сам Гикет был вынужден отступить в Леонтины. После поражения уцелевшие солдаты в армии Гикета подняли мятеж. Они захватили своего военачальника, его сына, а также командира конницы и выдали их Тимолеонту. Гикет с сыном были казнены как тираны и изменники. Вскоре после их гибели в Сиракузах по решению Народного собрания казнили жену и дочерей Гикета.
После победы над Гикетом Тимолеонт направился к Катане. В битве у реки Абол в 338 году до н. э. армия Мамерка, усиленная карфагенским отрядом, потерпела поражение. После этого карфагеняне заключили мир с Тимолеонтом на следующих условиях: они отказывались от союза с сицилийскими тиранами, сохранив при этом свои владения в Сицилии западнее реки Галик.
После этого Тимолеонт смог без труда свергнуть всех тиранов. Лишь Андромах из Тавромения, который первым стал на сторону Тимолеонта, сохранил свою власть.

### Последние годы жизни

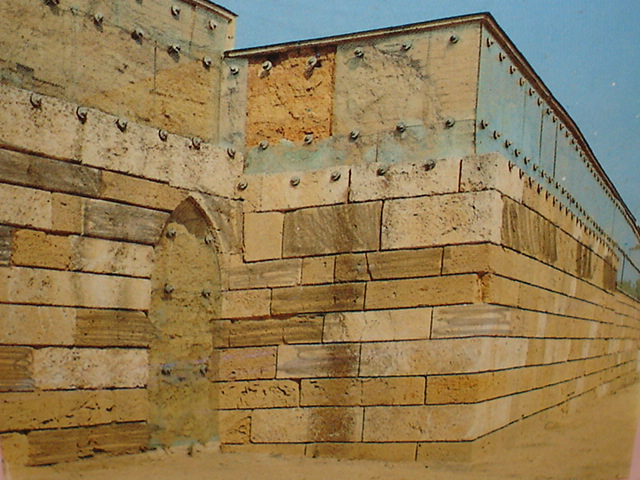
Тимолеонтова стена вокруг Гелы

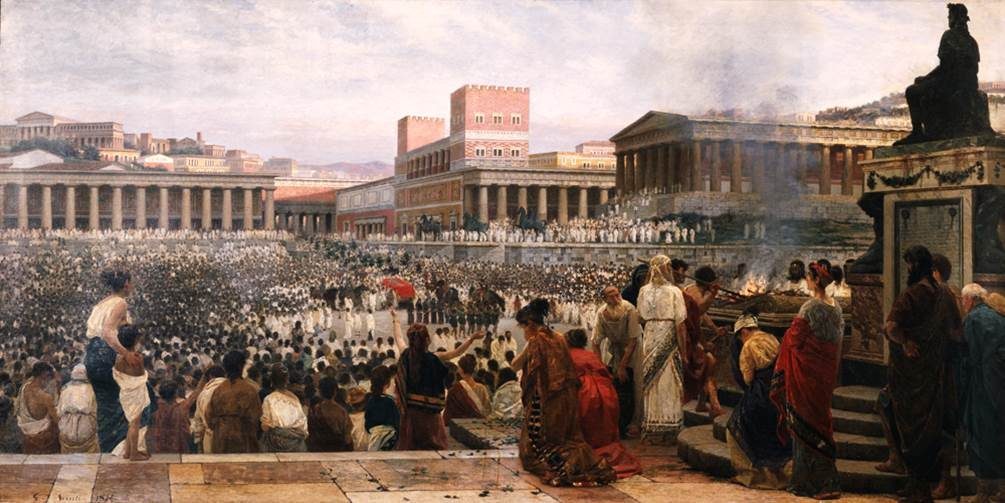
«Похороны Тимолеонта». Джузеппе Скиути, 1874 год

После заключения мира с Карфагеном и искоренения тирании Сицилия, до этого раздираемая войнами, вновь стала процветающим краем. На остров устремились переселенцы. Вновь были заселены разрушенные во время войны с Карфагеном 409—405 годов до н. э. Акрагант и Гела. Тимолеонт принимал деятельное участие в послевоенном обустройстве острова.
Из Коринфа Тимолеонт вызвал жену и детей, с которыми жил в подаренном ему сиракузянами доме. Плутарх передаёт эпизод, когда некие Лафистий и Деменет стали поносить Тимолеонта на Народном собрании и требовать его привлечения к суду. Народ стал возмущаться и хотел побить их камнями. Тимолеонт в свою очередь попросил не мешать ораторам, так как он «перенёс добровольно столько трудов и опасностей, чтобы каждый сиракузянин мог при желании пользоваться своими законными правами». Заодно он поблагодарил богов за то, что те вняли его просьбам и дали возможность увидеть Сиракузы истинно свободными.
Под конец жизни Тимолеонт ослеп. Умер он не ранее 337 года до н. э. До своей смерти Тимолеонт оставался в Сиракузах непререкаемым авторитетом. Во время решения важных вопросов его доставляли на колеснице на центральную площадь города. Тимолеонт выслушивал обе стороны, после чего высказывал своё решающее мнение. Когда Тимолеонт умер, сиракузяне постановили чтить его память мусическими, конными и гимнастическими состязаниями. Могилу бывшего военачальника обнесли портиком, рядом построили «Тимолеонтеон» — палестру для занятий молодёжи.